# Caccia con l'arco
La caccia con l'arco è la pratica che consiste nel cacciare la selvaggina mediante il tiro con l'arco. Nel corso della storia quest'attività è stata a lungo adoperata da svariati popoli per motivi di sopravvivenza, mentre oggi viene generalmente effettuata in quanto disciplina sportiva.

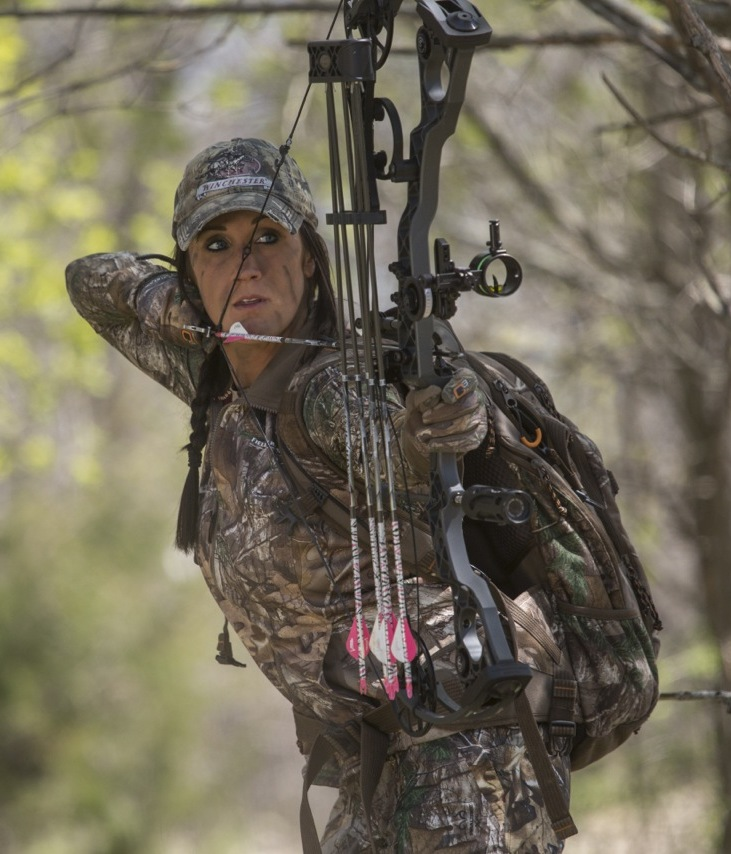
La cacciatrice americana Melissa Bachman mentre scocca una freccia con il suo arco.

## Storia
Sin dalla preistoria l'invenzione dell'arco ha giocato un ruolo fondamentale per l'umanità, in quanto strumento che semplificava notevolmente la caccia e la difesa della comunità. Difatti grazie agli studi archeologici è emerso che i primi graffiti rappresentanti scene di caccia con l'arco, risalgano addirittura a circa trentamila anni fa. Tale pratica emerse con il proliferare delle cosiddette tribù della tipologia cacciatori-raccoglitori. Per migliaia di anni quindi l'arco è rimasto il principale strumento di caccia a disposizione. Il declino della caccia con l'arco si ebbe soltanto con la diffusione delle armi da fuoco, la cui maneggevolezza e potenza balistica le rese ben presto largamente utilizzante non solo in ambito bellico, ma anche venatorio. 

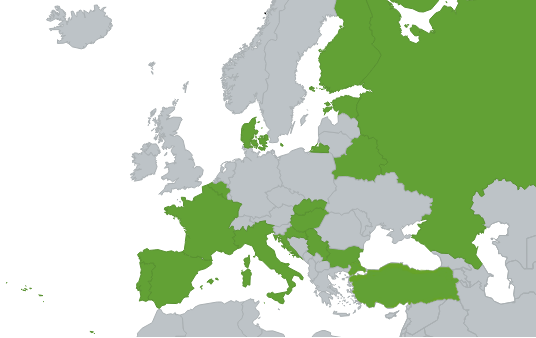
Status giuridico della caccia con l'arco in Europa. Nei paesi in verde ne è legale la pratica.

In epoca moderna la caccia con l'arco rinasce negli Stati Uniti, dove tutt'oggi può vantare un cospicuo numero di praticanti. Infatti le licenze rilasciate dagli enti preposti, per svolgere tale attività nel paese nordamericano, attualmente si aggirano fra 3 e 4 milioni. La svolta storica si ebbe nel XIX secolo con Maurice Thompson, un intellettuale statunitense con la passione per lo studio della natura e la pratica del tiro con l'arco. Egli nel 1878 pubblico The Witchery of Archery, considerato il primo trattato riguardante la caccia con l'arco dell'era contemporanea. Il libro fu un successo e aprì le porte alla creazione dell'attuale disciplina sportiva. Un anno dopo la pubblicazione del manoscritto, il suo autore fu scelto come primo presidente della National Archery Association.
In tempi più recenti, a metà del XX secolo Fred Bear, fondatore di Bear Archery porto avanti una campagna di sensibilizzazione negli stati uniti con lo scopo di far sensibilizzare ed informare la popolazione riguardo la caccia con l'arco, riuscendo a far aprire delle stagioni specifiche per gli arcieri cacciatori.

## Normativa
L'utilizzo dell'arco come arma idonea al prelievo venatorio in italia è consentita dalla legge 157/92 art.13 comma 2 che recita:
- "È consentito, altresi', l'uso del fucile a due o tre canne (combinato), di cui una o due ad anima liscia di calibro non superiore al 12 ed una o due ad anima rigata di calibro non inferiore a millimetri 5,6, nonche' l'uso dell'arco e del falco." (Gazzetta Ufficiale)

Nonostante ciò la regolamentazione al livello regionale e provinciale non è omogenea e moltissime province ancora ne limitano o ne proibiscono l'utilizzo.

## Tipologie di arco
Gli archi impiegati in campo venatorio appartengono principalmente a due tipologie distinte, gli archi tradizionali che appaiono nettamente più classici e antichi ed il compound che ne è la rielaborazione moderna e maggiormente performante.
tra gli archi tradizionali tra cui distinguiamo:
- l'arco "longbow" o "arco lungo", nella versione storica fatto principalmente in legno di tasso e corda in fibra naturale, e nella versione moderna nella quale trovano largo impiego l'utilizzo del bambù, fibra di vetro e fibra di carbonio.
- l'arco “ricurvo” che si distingue dall'arco lungo dal fatto che la parte terminale dei flettenti è pre-curvata in avanti, ciò consente a questo tipo di arco di immagazzinare più energia, il che lo rende generalmente più veloce dell'arco lungo. tradizionalmente è costruito in legno e materiali di origine naturale come corno, tendini e pelle, in tempi moderni anche qui vengono utilizzate svariate essenze legnose in combinazione con fibre di carbonio e di vetro.
Vi è infine l'arco moderno e tecnologico, il “compound”. Quest'ultimo è di invenzione statunitense e fa la sua comparsa in Italia soltanto negli anni '60. Esso sfrutta un sistema di carrucole eccentriche e di cavi che negli ultimi centimetri della trazione provocano una netta riduzione del carico che l'arciere deve esercitare per mantenere aperto l'arco, questo alleggerimento di carico è chiamato let-off e l'entità della riduzione è generalmente compresa tra il 70% ed il 90%. Grazie al let-off ed al vantaggio meccanico che le carrucole o CAM garantiscono all'arciere, con il compound è possibile gestire potenze mediamente più elevate rispetto agli archi tradizionali, inoltre la maggiore efficienza generale del sistema compound permette di trasferire molta più energia alla freccia rispetto ad un arco tradizionale che si traduce in una velocità di uscita superiore del 50% in più a parità di potenza dell'arco e di peso della freccia.

## Le frecce
La freccia per l'utilizzo venatorio è fatta in legno o in carbonio ed è generalmente più pesante di quella utilizzata nel tiro al bersaglio, per gli archi tradizionali lo standard di peso si attesta a 10 grani per libbra di carico (500Grani per 50Lb) per gli archi compound lo standard si attesta attorno ai 6-7 grani per libbra di carico (420-490gn per un arco da 70Lb). 
Peso e velocità sono dati necessari per calcolare l'energia cinetica ed il momentum della freccia, ossia rispettivamente l'energia della freccia in volo e la sua capacità di penetrazione, entrambi sono parametri essenziali al cacciatore e sono da comparare alle tabelle momentum per verificare che l'attrezzatura che si intende utilizzare sia idonea a prelevare il capo che si intende cacciare e garantire un prelievo etico.
La freccia da caccia deve essere munita di punta con 2 o più lame la cui affilatura costituisce aspetto di particolare importanza per un corretto prelievo. L'asta della freccia deve essere selezionata in base al corretto "spine" (deflessione delle freccia) per garantire linearità durante il volo, un'asta troppo rigida o troppo morbida può infatti causare un volo non lineare, disallineando il punto di carico dal punto di impatto a disperdendo buona parte dell'energia cinetica e del momentum della freccia riducendo drasticamente la sua capacità di penetrazione, per questo motivo è essenziale effettuare la prova della spennata o la prova della carta.